# Juan Vicente Pampín
Juan Vicente Pampín (Corrientes, 25 de junio de 1818 - íd., 9 de marzo de 1876) fue un comerciante y político argentino, que ejerció como gobernador de la provincia de Corrientes.

## Biografía
Hijo de un comerciante colonial y miembro del cabildo y hermano de José Manuel Pampín, se dedicó durante mucho tiempo al comercio.
Se inició en política durante la rebelión del gobernador Genaro Berón de Astrada contra el gobierno nacional de Juan Manuel de Rosas; luchó como oficial en las batallas de Pago Largo, San Cristóbal, Sauce Grande y Arroyo Grande. Estuvo exiliado en el Paraguay y el Brasil. Colaboró con el general José María Paz en la formación del cuarto ejército correntino contra Rosas, combatió en la batalla de Vences y nuevamente se exilió en el Brasil.
De regreso a su provincia, participó en la batalla de Caseros y regresó definitivamente a Corrientes durante el gobierno de Juan Gregorio Pujol. Colaboró con su hermano José y con Juan Eusebio Torrent en la formación del Partido Liberal de Corrientes.
En 1865, durante la invasión paraguaya de Corrientes, fue un enérgico defensor de la unión con el Partido Autonomista para repeler la invasión. Formó parte de la legislatura que nombró gobernador —a sugerencia del general Nicanor Cáceres— a Evaristo López. Poco después se convirtió en un enérgico opositor de éste, y apoyó la revolución liberal de mayo de 1868. Fue ministro de hacienda de los gobernadores Victorio Torrent, José Miguel Guastavino y Santiago Baibiene. Durante los períodos siguientes fue legislador provincial.
Tuvo una destacada participación durante la defensa contra la revolución de 1872, que terminó con el gobierno liberal de Agustín P. Justo (padre); después de la derrota se dedicó al comercio y la administración de una estancia. Durante la revolución de 1874, el jefe liberal Plácido Martínez logró sostener una revuelta —de la que Pampín participó como personaje menor— durante varias semanas, pero terminó exiliado en el Brasil. Los autonomistas prefirieron pactar con los liberales, en un lejano antecedente del Pacto Autonomista - Liberal, y ofrecieron un reparto de cargos públicos entre ambos partidos.
Una larga negociación llevó a que los liberales aceptaran un papel completamente subordinado en la Legislatura y los gobiernos locales, a cambio de formar un gobierno presidido por un liberal y con un autonomista como vicegobernador. Tras nuevos tironeos, la fórmula Juan Vicente Pampín - José Luis Madariaga resultó triunfante y asumió el cargo el 28 de febrero de 1875.
Su gobierno se vio frenado por los continuos enfrentamiento entre liberales y autonomías, aunque alcanzó a crear algunas colonias agrícolas y fundar varias escuelas antes de fallecer, en ejercicio de su gobierno, en febrero de 1876.
Su fallecimiento causó una nueva crisis en la inestable política correntina, que llevaría a la elección simultánea de dos gobernadores rivales, una intervención federal fracasada, una nueva revolución y el regreso de los liberales al gobierno por medios violentos.